# Droga krajowa B59 (Niemcy)
Droga krajowa 59 (niem. Bundesstraße 59, B 59) – niemiecka droga krajowa przebiegająca  z północnego zachodu na południowy wschód od skrzyżowania z drogą B57 w Mönchengladbach do Kolonii w Nadrenii Północnej-Westfalii.